# 龐淯
龐淯（？—？），字子異，酒泉郡表氏縣人，東漢末及三國時曹魏官員，以忠烈而聞名當時。

## 生平
龐淯起初任涼州從事，後遷為破羌縣長，建安十一年（206年）七月武威太守張猛叛亂，殺掉雍州刺史邯鄲商（范曄《後漢書》卷九），更揚言不會饒恕為邯鄲商弔喪的人。時任破羌縣長的龐淯因而棄官逃走，為邯鄲商弔喪後就去見張猛，暗藏匕首要殺他，但事敗被張猛手下抓住。張猛欣賞他是義士，只放他離開而不殺，龐淯由此就以忠烈聞名。
不久酒泉太守徐揖請他當主簿，建安十四年（209年）酒泉豪強黃昂叛亂，圍困酒泉郡治祿福縣城池。龐淯唯有留下妻兒，逃出城池向張掖太守和敦煌太守馬艾求救。起初兩郡太守因為懷疑都不答應，龐淯見此就準備自殺，此舉感動了他們，終於舉兵救酒泉。但救兵還未到，酒泉就被叛軍攻陷，徐揖被殺，不久豪強和鸞殺太守造反占據張掖，龐淯於是為徐揖作後事，送回故鄉，為他守喪三年。後被刺史張既提拔，曹操聽聞他的事跡，辟他為掾屬。曹丕登基後，任命龐淯為駙馬都尉，遷任西海太守，賜爵關內侯。後來又遷任中散大夫。後來逝世。
陳壽評價：龐淯不憚伏劍，而誠感鄰國。

## 親屬

### 外祖父
- 趙安，又稱趙君安，被李壽所殺。

### 父
- 龐子夏

### 母
- 龐娥親，趙姓，名娥（或作趙娥）。因為忍辱父報仇並堅持官員按刑法懲治她殺人之罪，州人為其造石碑嘉許其義烈[2]。

### 子
- 龐曾，龐淯死後繼承關內侯。

## 延伸阅读
[在维基数据编辑]
 《三國志·卷18》，出自陳壽《三國志》